# Іванківський історико-краєзнавчий музей
Іванківський історико-краєзнавчий музей — історико-краєзнавчий музей у центрі громади Київської області смт Іванкові, в якому демонструвалися та зберігалися зібрання матеріалів і предметів з історії, культури та персоналій колишнього Іванківського району.
Наприкінці лютого 2022 року музей був спалений російськими окупантами під час Іванківської битви в ході російського вторгнення в Україну.

## Відомості
Музей був відкритий 21 лютого 1981 року. Він був розміщений у колишньому панському маєтку, перебудованому за радянських часів. На цій території у Х–ХІІІ ст. було розташовано давньоруське городище.
До знищення російськими окупантами  в ньому зберігалося 410 експонатів. Експозиційні розділи: «Фауна і флора району», «Довоєнний період», «Друга світова війна», «Чорнобильська катастрофа», «Іванків сучасний». Функціонувала виставка портретів і картин. Музей проводив зустрічі з відомими земляками, музейні уроки, літературні години, історико-краєзнавчі конференції.
Гордістю музею була колекція художніх творів української народної художниці в жанрі «наївного мистецтва», лауреатки Національної премії України ім. Т. Г. Шевченка Марії Примаченко (1908—1997).
У 2016—2018 роках приміщення музею було капітально відремонтовано, експозицію вибудувано заново на основі колекції, що від моменту створення музею значно розширилася.

## Знищення

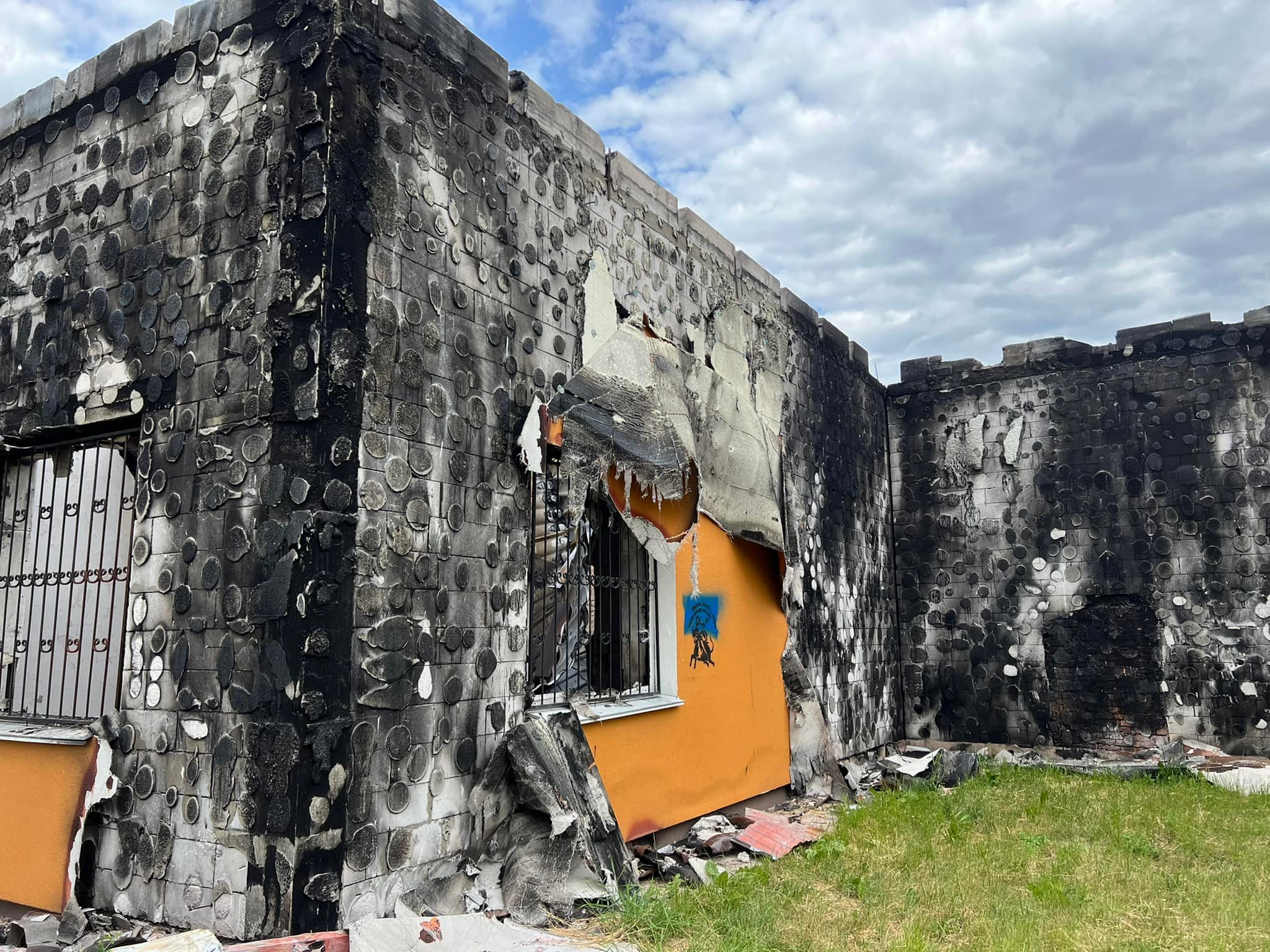
Руїни музею

25  лютого 2022 року під час Іванківської битви музей разом із картинами Марії Примаченко та іншими експонатами був спалений — за свідченнями місцевих жителів, ракетним обстрілом російського винищувача. 
Деякі картини та чверть експозиції[джерело не вказане 167 днів] вдалося врятувати: за словами правнучки художниці та голови благодійного фонду, присвяченого її спадщині, Анастасії Примаченко, місцевий житель розбив вікно будівлі, що вже диміла, і виніс близько 10 робіт. За деякими даними, вдалося врятувати й частину інших експонатів. Загалом у музеї було 25 картин Примаченко.
У відповідь міністр культури України Олександр Ткаченко попросив позбавити Росію членства в ЮНЕСКО. 28 лютого Національний комітет США Міжнародної ради музеїв опублікував заяву, в якій засуджує «навмисне знищення (вогнем)» музею, яке «висвітлює відчутний і незворотний вплив цієї аморальної та неспровокованої війни».